# Emmy Internacional 1979
A 7.ª cerimônia de entrega dos International Emmys (ou Emmy Internacional 1979) aconteceu no Hotel Sheraton New York Times Square em 19 de novembro de 1979 na cidade de Nova York, Estados Unidos.

## Cerimônia
A 7.ª cerimônia dos Emmys internacionais aconteceu no Hotel Sheraton New York Times Square em 19 de novembro de 1979, na cidade de Nova York. Os vencedores foram anunciados pelo Conselho Internacional da Academia Nacional de Artes e Ciências Televisivas (hoje Academia Internacional das Artes e Ciências Televisivas). Ao todo, 79 programas de 14 países foram inscritos para concorrer nas quatro categorias. O Reino Unido venceu três dos quatro prêmios para qual estava competindo, enquanto a rede canadense CBC foi premiada com o Emmy de melhor programa de artes populares. O prêmio de melhor documentário foi para The Secret Hospital, exibido pela Yorkshire Television, que conta a história de maus tratos, crueldade e tortura em hospitais psiquiátricos britânicos e seus efeitos sobre o paciente. O programa foi produzido e dirigido por John Wills, teve como produtores executivos John Fairley e Michael Deakin. A rede BBC levou o Emmy de melhor drama por On Giant's Shoulders.

## Vencedores
| Melhor Drama                                                 | Melhor Documentário                                                    |
| ------------------------------------------------------------ | ---------------------------------------------------------------------- |
| - The Collection - (Granada Television)                      | - The Secret Hospital, Part I - () (Yorkshire Television)              |
| Melhor Performance Artística                                 | Melhor Programa de Artes Populares                                     |
| - Elegies for the Death of Three Spanish Poets () (Sky Arts) | - Rich Little's Christmas Carol () (Canadian Broadcasting Corporation) |
| Directorate Award                                            |                                                                        |
| - Frank Stanton - () (Presidente da CBS)                     |                                                                        |